# Дойничево
До́йничево (бел. Дойнічава) — деревня в составе Глушанского сельсовета Бобруйского района Могилёвской области Республики Беларусь.

## Географическое положение
Деревня Дойничево находится в 30 км к западу от города Бобруйска Могилевской области, в 5 км от посёлка Глуша, на автомобильной дороге Р-34 Осиповичи-Озаричи.

## Население
- 1897 год — 53 человека
- 1917 год — 214 человек
- 1959 год — 112 человек
- 1970 год — 369 человек
- 1986 год — 317 человек
- 1999 год — 415 человек
- 2010 год — 248 человек
- 2014 год — 277 человек

## История
В письменных источниках населённый пункт упоминается с середины XIX века как фольварок Дайничев.
В 1897 году Дайничев значился как фольварок Городковской волости Бобруйского уезда Минской губернии. На тот момент здесь насчитывалось 5 дворов и проживало 53 человека.
В 1901 году помещик Генрих Регульский основал на территории имения Дойничево лесопильный завод. По данным 1904 года, на заводе работали 32 человека.
В 1905 году Леон Генрихович Регульский открыл винокуренный завод. К 1912 году на этом заводе было произведено продукции на сумму 17 886 рублей. На предприятии был установлен паровой двигатель мощностью 10 лошадиных сил; всего трудилось 7 рабочих. Неподалёку находились усадьба Регульских и парк, до наших дней не сохранившиеся.
В начале XX века деревня Дойничево делилась на две части: фольварок, в котором проживали 137 человек, и заводскую часть с 14 дворами и 77 жителями.
В 1921 году на базе фольварка был организован совхоз «Коммуна», позднее переименованный в совхоз «Дойничево». В этом же году в Дойничево открылась школа, при которой действовал кружок по ликвидации неграмотности среди взрослых; к 1925 году в школе обучалось 22 ученика.
С 1922 года в деревне функционировала изба-читальня, позднее преобразованная в клуб.
С 1928 года после установки электроустановки в деревне появилось электричество.
В 1934 году открылись детские ясли, начала работу радиоустановка, была проведена телефонная связь.
В годы Великой Отечественной войны на фронте погибли 13 жителей деревни.
В 1986 году Дойничево являлось центром одноимённого совхоза. Насчитывалось 132 домашних хозяйства. Функционировали мастерские по ремонту сельскохозяйственной техники, спиртзавод (30 рабочих), лесопильня, ферма крупного рогатого скота, ветеринарная лечебница, фельдшерско-акушерский пункт, радиоузел, автоматическая телефонная станция, Дом культуры, библиотека, детский сад-ясли, отделения почты и сберегательного банка, магазин, а также комплексный пункт приёма бытового обслуживания населения.
На начало 1997 года в Дойничево проживало 437 человек, имелось 162 двора.
До 20 ноября 2013 года входила в состав Осовского сельсовета.

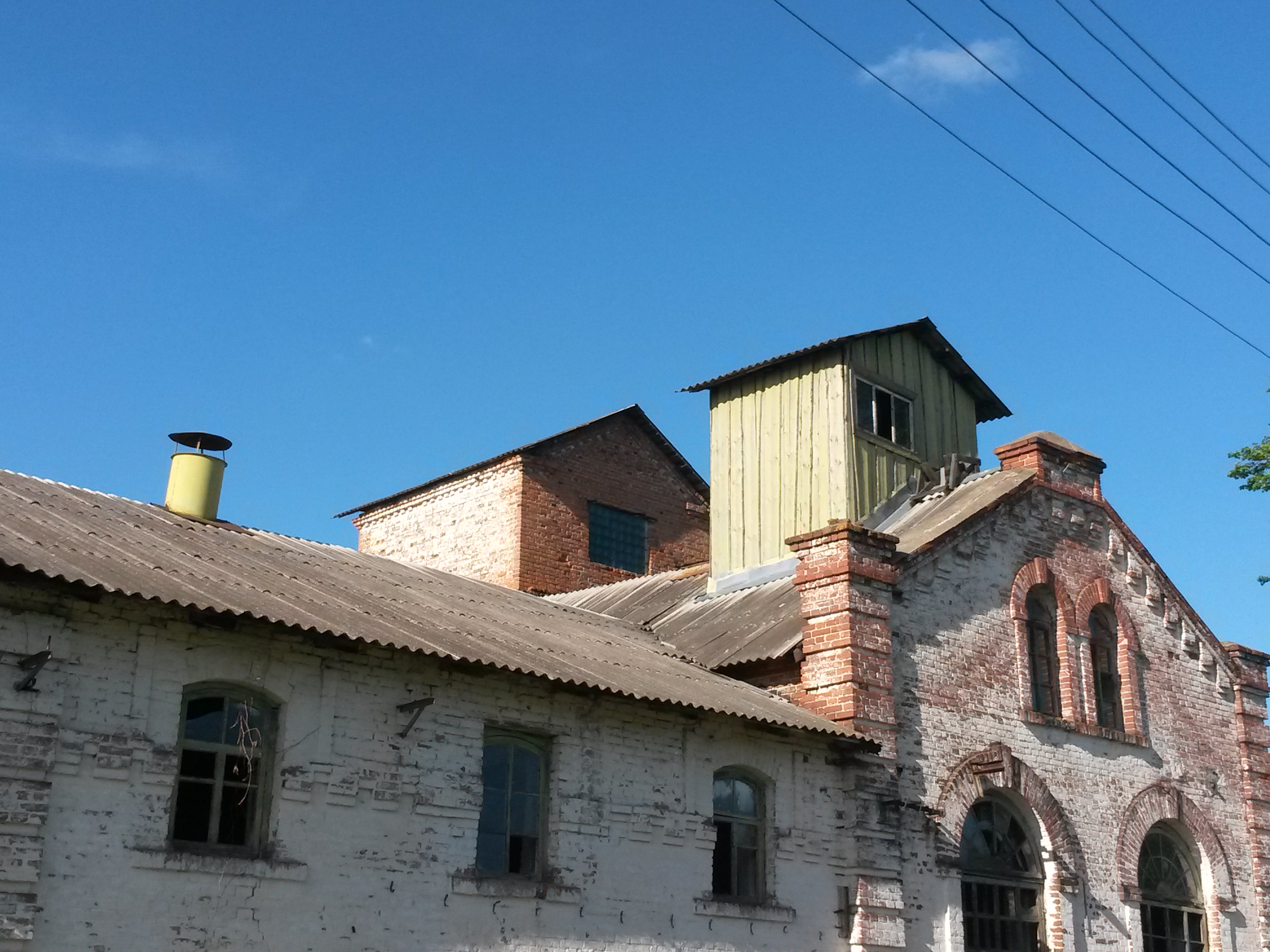
Винокуренный завод, начало XX века
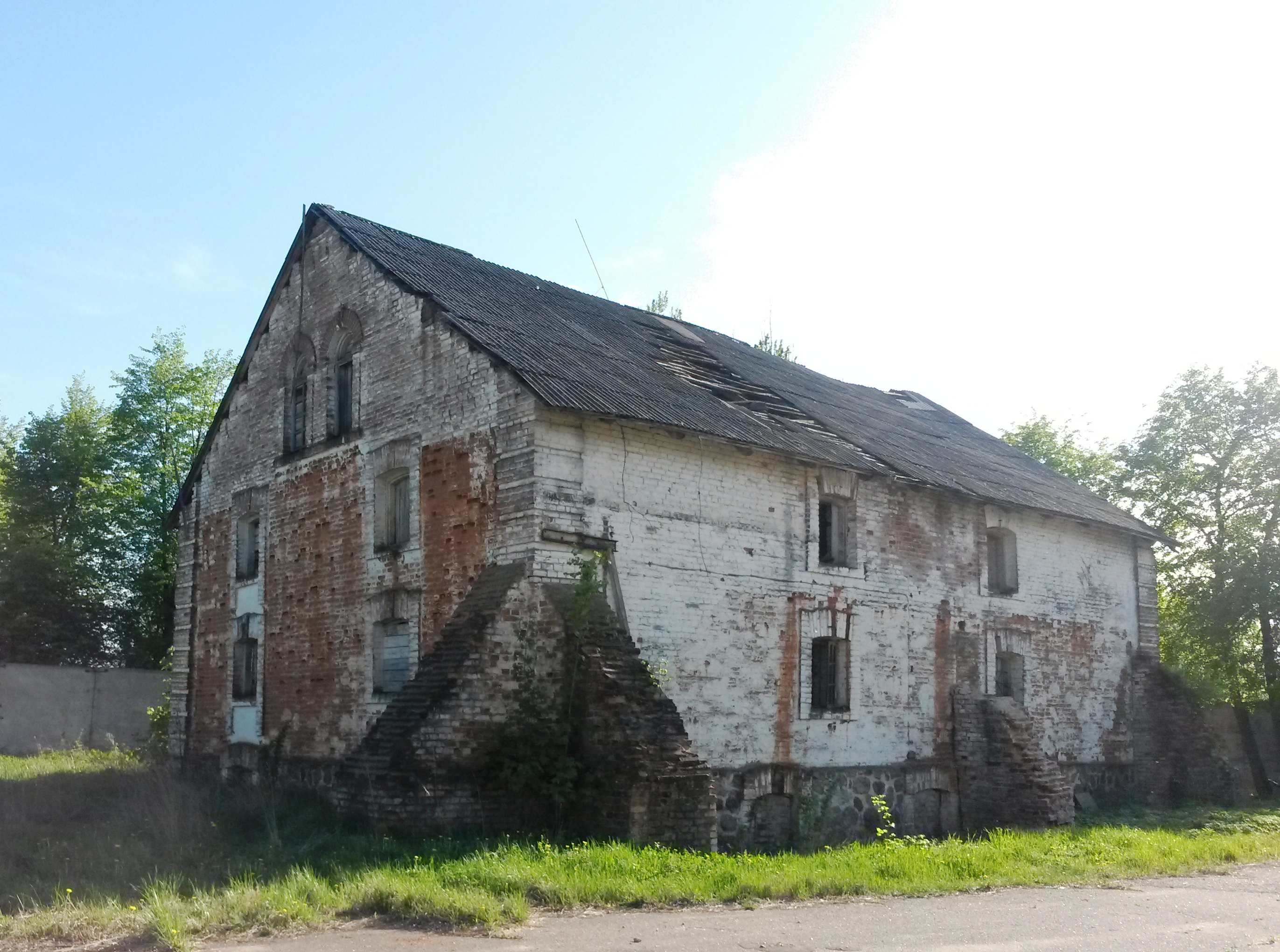
Склад
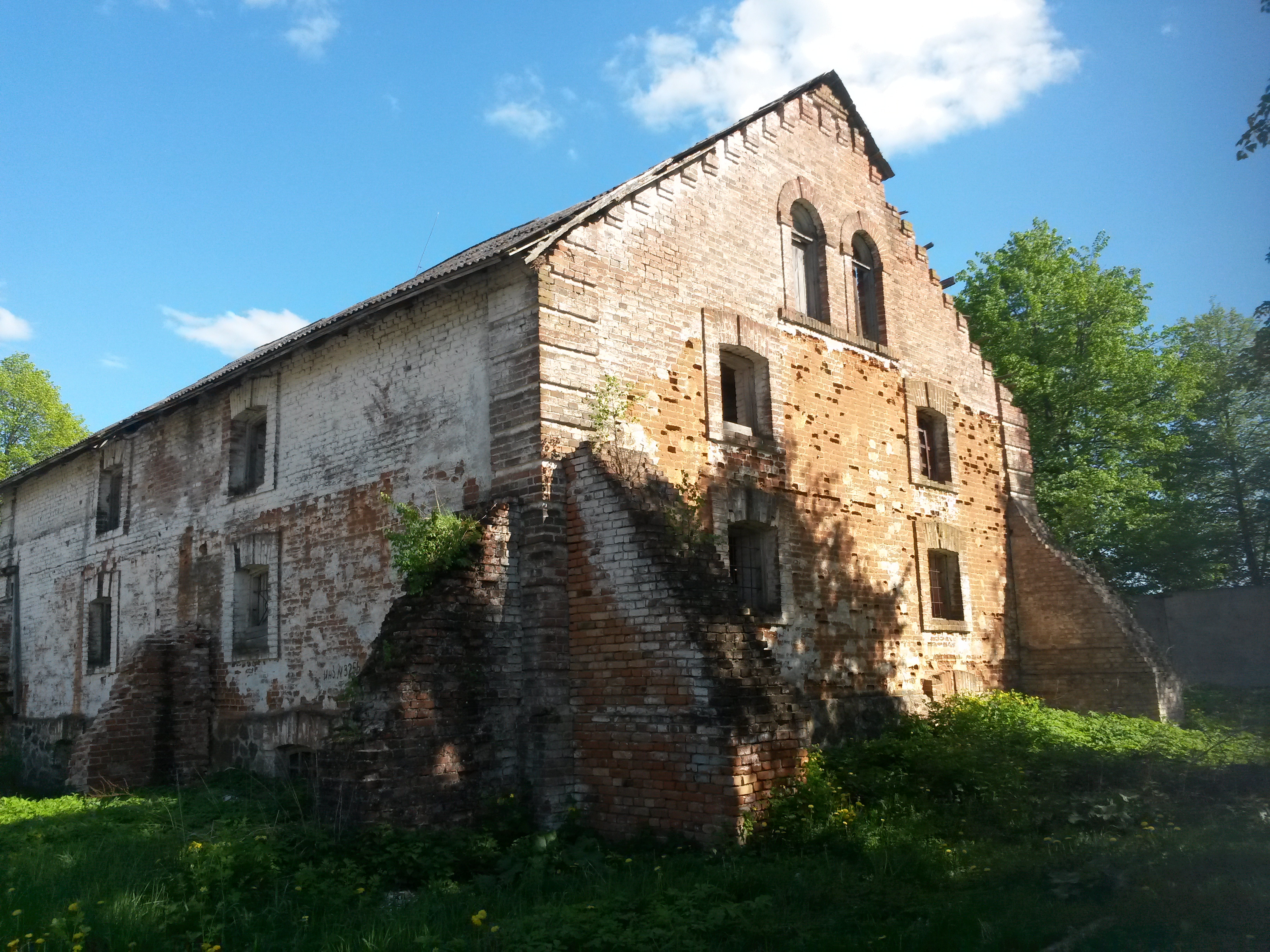
Здание склада
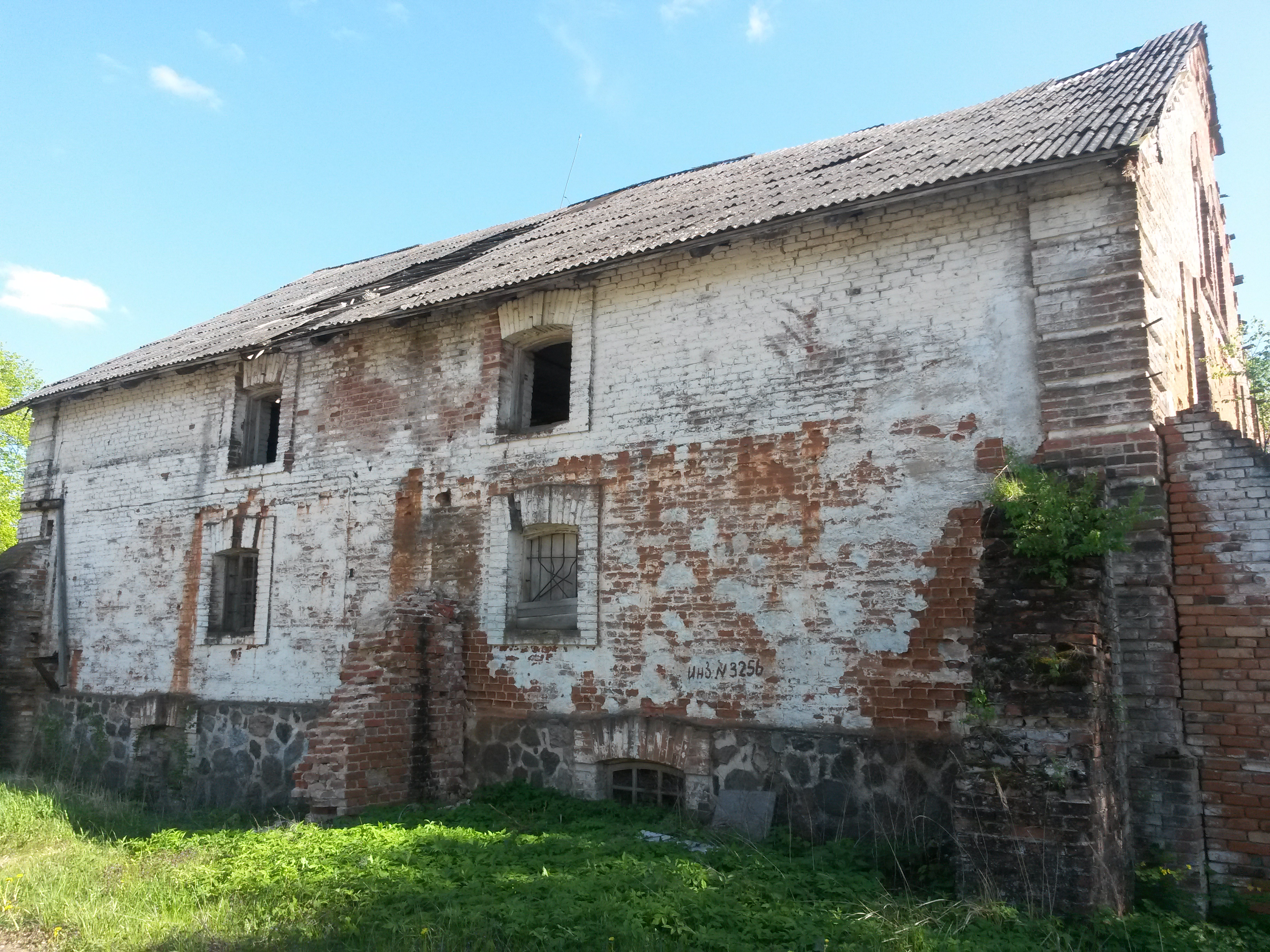
Здание склада